# Pilemia griseomaculata
Pilemia griseomaculata là một loài bọ cánh cứng trong họ Cerambycidae.